# Capcom Five
Capcom Five – pięć gier, które zostały wydane wyłącznie dla konsoli Nintendo GameCube. Ich produkcją zajęło się Capcom Production Studio 4 pod przywództwem Shinji Mikamiego.

## Capcom Five
- P.N.03 – (Product Number Three) 27 marca 2003 pojawiła się na japońskim rynku. Ze względu na krytykę recenzentów jak i kiepską sprzedaż jako jedyna nie posiada portu na PlayStation 2.
- Killer 7 – wydany w lipcu 2005 przez Grasshopper Manufacture. Premiera w tym samym czasie odbyła się na GameCube i PS2.
- Viewtiful Joe – jako jedyna z nowych marek doczekała się kontynuacji. Na GameCube sprzedano 120 tys. kopii w Japonii[1].
- Resident Evil 4 – gra pojawiła się 11 stycznia 2005 na konsoli GameCube. 9 miesięcy później pojawiła się wersja na PS2.
- Dead Phoenix – w sierpniu 2003 gra został anulowana.

## Kontrowersje
Zanim pojawiły się informacje o Capcom Five we wrześniu 2001 Nintendo wraz z Capcom ogłosiło podpisanie umowy na mocy której gry z serii Resident Evil miały się ukazać tylko na konsoli Nintendo GameCube. Umowa dotyczyła trzech pozycji – Resident Evil 0, Resident Evil REmake i Resident Evil 4. Rok później w listopadzie pojawiła się informacja o Capcom Five, która była potwierdzeniem wcześniejszej umowy i jednocześnie zapowiedzią czterech kolejnych ekskluzywnych pozycji na GC. Jednak już 13 stycznia 2003 Capcom sprostowało te informacje oznajmiając, że tylko Resident Evil 4 jest ekskluzywną grą dla GC, a reszta gier może doczekać się konwersji. W jednym z wywiadów dla japońskiego czasopisma reżyser RE4 Shinji Mikami powiedział, że "odetnie sobie głowę jeśli RE4 pojawi się na PlayStation 2". Ponieważ umowa z Nintendo (dotycząca serii Resident Evil) nie dotyczyła gier spin-offowych 11 grudnia 2003 na rynku pojawił się Resident Evil Outbreak na PlayStation 2. Jego dobra sprzedaż przy jednocześnie kiepskiej sprzedaży ekskluzywnych gier na GC spowodowała, że 31 sierpnia 2004 Capcom oficjalnie zapowiada RE4 na PS2 pod koniec 2005 roku.
Ostatecznie Capcom Five można uznać za porażkę dla posiadaczy GC. Jedna z gier nie ukazała się w ogóle. Viewtiful Joe i Resident Evil 4 były na wyłączność, ale tylko przez pewien czas, pojawiając się na PS2 w wersjach z dodatkami. Killer 7 wydano w tym samym czasie na obu konsolach. Jedyna gra, która wyszła na wyłączność konosli Nintendo P.N.03 nie zyskała większej popularności.